# Rintaro Tashima
Rintaro Tashima (田嶋凜太郎) (Abiko, 8 april 1997) is een Japans voetballer die bij voorkeur als middenvelder speelt. Hij is de zoon van Kozo Tashima, voormalig voorzitter van de Japanse voetbalbond.

## Clubcarrière
Tashima begon in 2007 met voetballen bij de Japanse amateurclub Mitsubishi Yowa. In 2013 vertrok hij naar Frankrijk om te gaan voetballen bij AC Boulogne-Billancourt. Een jaar later keerde hij weer terug naar Mitsubishi Yowa. In april 2016 ging hij aan de slag bij de voetbalclub van de Keio University.
In augustus 2016 kreeg hij op amateurbasis een contract bij VVV-Venlo en moest hij zich zien te bewijzen. Op 9 september 2016 tekende Tashima een profcontract dat hem tot medio 2017 aan de club verbond. Hij trad hiermee in een illuster rijtje van Japanners die voor VVV-Venlo speelden; Keisuke Honda, Robert Cullen, Maya Yoshida en Yuki Otsu.
Als invaller voor Joey Sleegers maakte Tashima zijn profdebuut op 24 februari 2017 tijdens de thuiswedstrijd van VVV tegen Achilles '29 (4-0). De optie op zijn aflopende contract werd door de Venlose promovendus niet verlengd.
In augustus 2017 verbond hij zich voor een jaar aan Dinamo Zagreb waar hij bij het tweede team werd ingedeeld. Na afloop van zijn contract keerde hij terug naar Japan.

### Statistieken
| Seizoen         | Club             | Competitie      | Competitie | Competitie | Beker | Beker | Playoff | Playoff | Totaal | Totaal |
| Seizoen         | Club             | Competitie      | Wed.       | Dlp.       | Wed.  | Dlp.  | Wed.    | Dlp.    | Wed.   | Dlp.   |
| --------------- | ---------------- | --------------- | ---------- | ---------- | ----- | ----- | ------- | ------- | ------ | ------ |
| 2016/17         | VVV-Venlo        | Eerste divisie  | 3          | 0          | 0     | 0     | –       | –       | 3      | 0      |
| 2017/18         | Dinamo Zagreb II | 2. HNL          | 6          | 0          | –     | –     | –       | –       | 6      | 0      |
| Carrière totaal | Carrière totaal  | Carrière totaal | 9          | 0          | 0     | 0     | 0       | 0       | 9      | 0      |